# Saint-Jean-de-la-Forêt
Saint-Jean-de-la-Forêt település Franciaországban, Orne megyében. Lakosainak száma 159 fő (2018. január 1.). Saint-Jean-de-la-Forêt Colonard-Corubert, Saint-Aubin-des-Grois, Dame-Marie és Sérigny községekkel határos.

## Népesség
A település népessége az elmúlt években az alábbi módon változott:
| Lakosok száma | 219  | 179  | 139  | 124  | 98   | 131  | 171  | 181  | 162  | 159  |
|               | 1962 | 1968 | 1975 | 1982 | 1990 | 2008 | 2013 | 2015 | 2017 | 2018 |